# عبد القادر البدوي
عبد القادر البدوي (1934 في طنجة - 28 يناير 2022) أحد رواد المسرح المغربي، عمل على تجديده وإغنائه على مدار 50 سنة من العمل الفني عبر مئات الأعمال التلفزيونية والمسرحية في إطار فرقة مسرح البدوي، وذلك إلى جانب أخيه الفنان المسرحي عبد الرزاق البدوي، التي استمرت من سنة 1965 إلى 1995. وسيختار شقيقه لاحقا الانفصال والقطيعة مع أخيه بعد حرب التصريحات وإنشاء فرقة مسرح البدوي 65 سنة 1997. تعدت تجربة مسرح البدوي الحدود، ودخلت مناهج التعليم الأكاديمي في العديد من الجامعات المغربية، العربية والدولية.

## مسيرته
ولد عبد القادر البدوي في مدينة طنجة بحي المصلى، وسط أسرة بسيطة حيث كان والده عاملا في إحدى الشركات، التي نقلت نشاطها إلى الدار البيضاء مما دفع الأسرة إلى الهجرة نحو العاصمة الاقتصادية لتستقر في حي الأحباس الذي كان في طور النشأة، التحق عبد القادر بمدرسة النجاح في هذا الحي الذي كان يفصل بين حي الأوربيين وحي البسطاء في درب السلطان. لكنه اضطر لمغادرة المدرسة بعد أن توقف والده عن العمل ليقرر الاشتغال المبكر في مصنع التبغ بدرب مارتيني الذي لا يبعد عن مقر سكناه، وعمره حينها 15 سنة، في فترة كان يستعد فيها للتوجه إلى القرويين. وبحكم عمله في شركة التبغ، انضم لفريق «ريجي طابا» كلاعب وسط الميدان، كما لعب لفريق «الراك».
سنة 1960 قدم مسرحية يد الشر، التي كانت مزيجا بين كل المسرحيات التي قدمها قبل هذه الفترة، كالعامل المطرود وكفاح العمال والمظلومون وغيرها، والتي كانت جميعها عبارة عن أفكار محدودة، فقرر أن يجعل منها مسرحية ذات أبعاد قوية، حيث اختار أن يتحول شخص من الطبقة العاملة إلى وزير، وينقلب على رفاق الأمس، فأصبح يد الشر التي تضرب حقوق ومصالح الطبقة العاملة، ليكتشف مع تسلسل الأحداث أنه كان مجرد وصولي وانتهازي. توزعت الأدوار البارزة بين عبد القادر البدوي ومصطفى تومي ومحمد الحبشي والشعيبية العدراوي ونعيمة المشرقي ومحمد الخلفي. وكان أول عرض بالمسرح الملكي بالدار البيضاء. تابع الطيب الصديقي هذه المسرحية، وكان يجده البدوي ذو توجه فرنكفوني، يمارس مسرحا معاكسا للهوية الوطنية، واستطاع الصديقي استقطاب نعيمة المشرقي والشعيبية العدراوي، ومحمد الخلفي ومحمد الحبشي ومحمد ناجي ومصطفى الشتيوي. كان هؤلاء الستة يشكلون الأضلاع الرئيسية لمسرحية يد الشر، هذا الرحيل الجماعي جعل البدوي يوقف المسرحية.
كان يتردد عبد السلام ياسين، حين كان مندوبا للتربية الوطنية بالدار البيضاء، على المسرح لمتابعة مسرحيات فرقة البدوي، وقرر المسؤول عن قطاع التعليم بالمدينة مساعدة الفرقة بالسماح لها ببيع التذاكر في المؤسسات التعليمية وتقديم عروض للتلاميذ والطلبة، مما حوله إلى صديق لعبد القادر وأفراد المجموعة المسرحية.
تزوج عبد القادر بسعاد هناوي، التي التحقت بالفرقة المسرحية العهد الجديد، التي يرأسها عبد القادر البدوي، وهي شابة، فخضعت لاختبار تطبيقي أمام أنظار لجنة، وانخرطت في العمل الفني حيث تألقت في مسرحية دار الكرم، قبل أن تتفرغ إلى شؤون البيت بعد أن أصبحت زوجة لعبد القادر.
في 28 مارس 1991 استقبل الحسن الثاني في الديوان الملكي ثلة من المسرحيين المحترفين ومن بينهم الفنان البدوي، إلى جانب الطيب الصديقي، مولاي أحمد بدري، عبد الواحد عوزري، الحسين الشعبي، الحكيم بن سينا، الصحفي إدريس الإدريسي وبحضور وزير الدولة مولاي أحمد العلوي، وزير الداخلية والإعلام إدريس البصري، وزير الشؤون الثقافية محمد بن عيسى، وزير الشبيبة والرياضة عبد اللطيف السملالي. هذا اللقاء خصص لوضع إستراتيجية للقطاع وهو ما أفرز عن تنظيم المناظرة الأولى للمسرح الاحترافي السنة الموالية بشهر مايو، والتي توجت برسالة ملكية والتي تم من خلالها تكريس يوم 14 من نفس الشهر كيوم وطني للمسرح.
بعد خلاف بين أعضائها هجرها أخوه المخرج عبد الرزاق البدوي، وانشق عنه وأحدث فرقة «مسرح البدوي الاستمرار 65»، بالإضافة للممثلة عائشة ساجد، والممثلة نعيمة إلياس، وعبد الله خليفة وآخرون. وكان عبد القادر البدوي ينظم سنويا مهرجانا مسرحيا يعرف بمهرجان إفران. شارك عبد القادر في عدة أفلام كالصمت اتجاه ممنوع.
في 14 مايو 2015، وهو اليوم الوطني للفن المسرحي، اتهم عبد القادر البدوي ما اسماه «اللوبي الثقافي الفرنكفوني في المغرب» المسؤول وراء إجهاض حلم تطوير مسرح مغربي قوي بخصوصية البلد الثقافية واللغوية، في رسالة نقد شديدة اللهجة للمسرحيين والقائمين على الشأن الثقافي والمسرحي في المغرب.

## وفاته
توفي يوم الجمعة 25 جمادى الآخرة 1443 هجريًّا، الموافق 28 يناير 2022 ميلاديًّا عن عمر ناهز 88 عامًا، وذلك في المستشفى العسكري بالرباط حيث كان يتلقى العلاج.